# Eurotamandua joresi
Eurotamandua joresi és una espècie de pangolí extint, l'única del gènere Eurotamandua. El primer fòssil d'aquest animal fou descobert el 1974 al jaciment de Messel (Alemanya) i descrit set anys més tard. També se n'ha trobat material fòssil a Geiseltal. Totes les restes que se n'han descobert daten de l'Eocè mitjà (fa aproximadament 47 Ma).
En descriure-la, Storch classificà E. joresi com a vermilingüe (tàxon que comprèn els formiguers gegants i els tamàndues d'avui en dia), cosa que en feia el representant més antic d'aquest grup i alhora el primer que es trobava fora de Sud-amèrica. Tanmateix, investigacions filogenètiques més recents l'ubiquen dins del grup dels folidots. Els trets característics d'E. joresi inclouen un musell cilíndric sense dents i la presència d'un dit mitger allargat a les potes davanteres.